# 1956년 미국 대통령 선거
1956년 미국 대통령 선거는 1956년 11월 6일에 치른 미국의 대통령선거이다. 공화당에선 현직 대통령 드와이트 D. 아이젠하워가 재선에 도전했고, 민주당에선 4년 전 1952년 미국 대통령 선거에서 아이젠하워에게 패한 애들레이 스티븐슨 후보가 다시 나와 재대결이 되었다.
아이젠하워가 유리한 위치에 있었지만, 그의 건강 문제가 변수였다. 스티븐슨은 민주당 혁신파들에게 인기를 유지하고 있었지만, 직무 경험이 없었고, 실질적인 기반이 없었다. 스티븐슨과 아이젠하워는 민권 문제를 대부분 무시했다. 어찌됐든 아이젠하워는 한국 전쟁을 마무리했으며, 괜찮은 인품에 전후 복구기도 안정적으로 이끌었기에 무난히 재선에 성공한다.

## 후보 지명

### 공화당
1956년이 시작되자 아이젠하워의 건강 상태가 의심되었기 때문에, 두 번째 임기에 출마하지 않을 수도 있다는 추측이 흘러나왔다. 1955년 아이젠하워는 심각한 심근경색을 발생했으며, 1956년 벽두에는 회장염 수술도 받았다. 그러나 두 사건 이후 빠르게 쾌유하면서, 전속 의사의 보증서를 얻은 후에 2기의 출마를 결심했다. "아이크"는 큰 인기가 있었으므로, 샌프란시스코에서 개최된 1956년 공화당 전당 대회에서도 반대없이 재지명되었다.
공화당의 유일한 의문은 현직 부통령 리처드 닉슨이 다시 아이젠하워의 부통령 후보가 되는 것인가였다. 아이젠하워는 매사추세츠 주지사 크리스천 허터 같은 당파색이 적으며, 논란도 적었던 사람을 선호했던 기록이 있고 스티븐 E. 앰브로즈 같은 몇몇 역사가에 따르면 아이젠하워 스스로는 닉슨에 국방장관과 같은 다른 장관 직을 제안한 것으로 알려져 있었다. 그러나 닉슨 부통령에 대해 후보 재지명을 공공연하게 반대한 인물은 해롤드 스태이슨 뿐이었으며, 닉슨은 공화당 일반 유권자 사이에서도 높은 인기를 유지하고 있었다. 닉슨은 또한 부통령 방식을 개혁하고, 공화당 세가 강한 주나 지역 후보자의 선거 공약으로 그것을 사용하면서, 이러한 후보자들이 닉슨을 방어하게 했다. 1956년 봄, 아이젠하워는 닉슨이 다시 부통령 후보가 되었음을 공개적으로 선언하고, 스태이슨은 전당대회에서 닉슨에 이은 위치에 서게 되었다. 1952년의 경우와는 달리 공화당 보수파(1952년 아이젠하워에 맞서 로버트 태프트를 지지했던)는 세력을 형성하려 하지 않았다. 당대회에서 유일하게 주목할만한 것은 모두가 만장일치로 통과된 것에 항의하기 위해 한 대의원이 가상의 "조 스미스"에 투표한 것이었다.

### 민주당
민주당의 후보는 다음과 같다.
- 애들레이 스티븐슨, 전 일리노이 주지사
- 에스테스 케포버, 테네시주 상원의원
- W. 애버렐 해시먼, 뉴욕 주지사

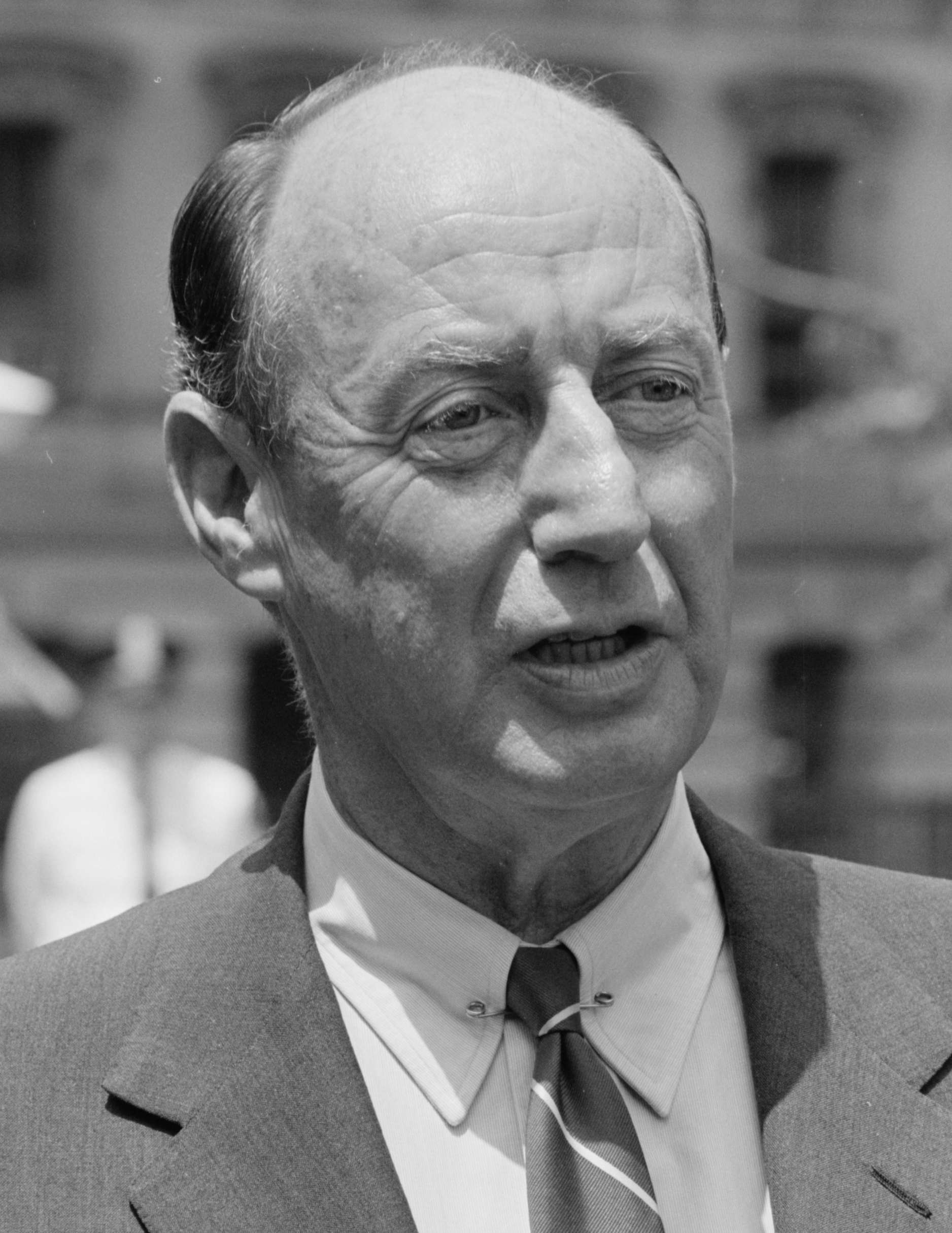
일리노이 전 주지사 애들레이 스티븐슨
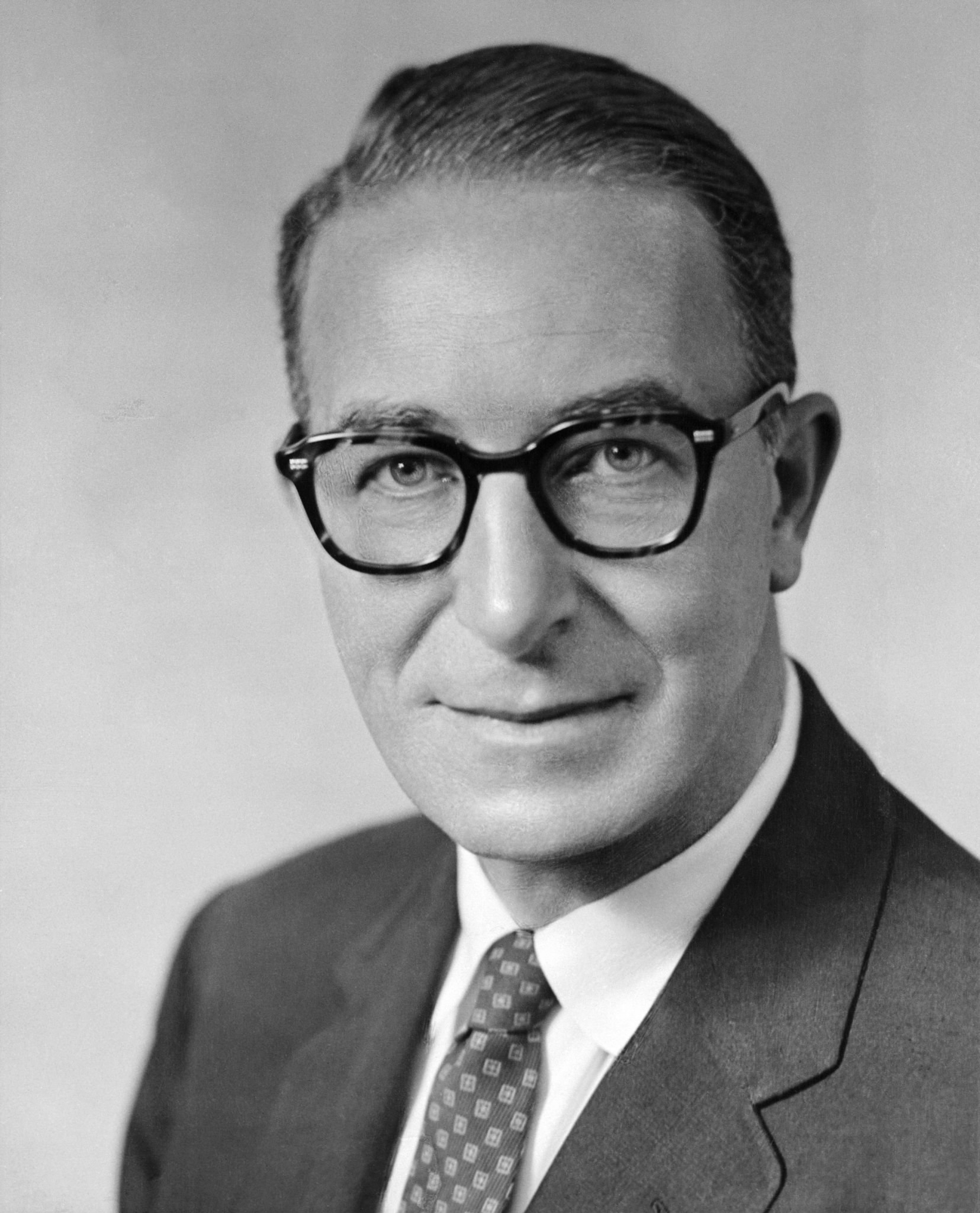
테네시 상원의원 에스테스 케포버
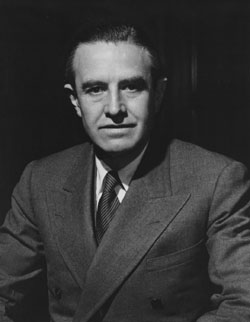
뉴욕 주지사 W. 애버렐 해리먼

### 예비 선거
애들레이 스티븐슨은 1952년 민주당 대통령 후보였으며, 1956년 재지명을 위해서, 테네시 선출 상원 의원 인민주의자 에스테스 키포버와 예비 선거에서는 제대로 된 싸움을 했다. 키포버는 뉴햄프셔 예비 선거에서 반대없이 승리했다.(그러나 스티븐슨은 기명 투표에서 15%를 얻었다). 키포버가 미네소타 예비 선거에서 스티븐슨을 이겼을 때 스티븐슨은 위기 상황에 있다는 것을 인식하고, 플로리다에서 키포버와 토론을 하기로 동의했다. 스티븐슨과 키포버는 플로리다 예비 선거를 앞두고 1956년 5월 21일에 처음으로 TV 중계된 대통령 후보자 토론회를 실시했다. 스티븐슨은 플로리다 예비 선거를 52% 대 48%로 승리를 거두었다. 6월 캘리포니아주 예비 선거까지 키포버의 선거 자금이 바닥나 자금력이 있었던 스티븐슨 광고 선전에 힘으로 경쟁할 수 없었다. 스티븐슨은 캘리포니아 예비 선거를 63% 대 37%로 승리를 거두고, 곧 키포버가 경선에서 사퇴를 했다.
- 애들레이 스티븐슨 - 3,069,504 (50.70%)
- 에스테스 키 포 베르 - 2,283,172 (37.71%)
- 기타 - 380,300 (6.28%)
- 프랭크 라우슈 - 278,074 (4.59%)
- 존 윌리엄 맥코맥 - 26,128 (0.43%)

## 선거 결과
| 대선 결과                        |            |            |            |               |                          |               |
| 대통령 후보 출신 주              | 정당       | 득표수     | 득표율     | 선거인단 득표 | 부통령 후보 출신 주      | 선거인단 득표 |
| 드와이트 아이젠하워 펜실베이니아 | 공화당     | 35,579,180 | 57.37%     | 457           | 리차드 닉슨 캘리포니아주 | 457           |
| 애들레이 스티븐슨 일리노이주     | 민주당     | 26,028,028 | 41.97%     | 73            | 에스테스 키포버 테네시주 | 73            |
| 월터 존스 앨라배마주             | 민주당     | ?          | ?          | 1             | 허먼 탈매지 조지아주     | 1             |
| 콜먼 앤드류스 버지니아           | 주권당     | 107,929    | 0.17%      | 0             | 토마스 웨들 캘리포니아   | 0             |
| 에릭 해스 뉴욕                   | 사회노동당 | 44,300     | 0.07%      | 0             | 조지아 코치니 위스콘신   | 0             |
| 에녹 홀트윅 일리노이             | 금주당     | 41,937     | 0.07%      | 0             | 에드윈 쿠퍼 캘리포니아   | 0             |
| 기타                             | -          | 219,954    | 0.36%      | 0             | -                        | 0             |
| 합계                             | 합계       | 62,021,328 |            | 531           | -                        | 531           |
| 선출필요수                       | 선출필요수 | 선출필요수 | 선출필요수 | 266           | -                        | 266           |

## 같이 보기
- 1956년 미국 하원의원 선거
- 1956년 미국 상원의원 선거
- 미국의 역사 (1945년~1964년)